# Wellsdorf
Wellsdorf ist ein Ortsteil der Gemeinde Langenwetzendorf im Landkreis Greiz in Thüringen.

## Lage
Wellsdorf liegt im Thüringer Schiefergebirge nahe der Stadt Elsterberg und unweit der Landesgrenze zwischen Sachsen und Thüringen. Von der Bundesstraße 94 zweigt in Naitschau die Kreisstraße 206 ab, die nach Wellsdorf und weiter führt. Der Ortsteil ist von Hainen des Pöllwitzer Waldes nach Westen und Süden umgeben. Auch die restliche Flur ist kupiert und mit Rainen und bewaldeten Stücken durchsetzt.

## Geschichte
Am 2. Juli 1421 wurde das Dorf erstmals urkundlich erwähnt.
130 Einwohner leben 2012 im Dorf.
Im Ort gibt es ein Schullandheim.

## Persönlichkeiten
- Ulf Merbold (* 1941) – Physiker und Raumfahrer, der in Wellsdorf aufwuchs